# Eleccions al Dáil Éireann de 1918
Les eleccions al Dáil Éireann de 1918 es van celebrar el 14 de desembre de 1918, quan es van votar els 105 diputats irlandesos a les eleccions al Parlament del Regne Unit del 1918. Malgrat el fracàs de l'aixecament de Pasqua i el fet que la majoria dels dirigents del Sinn Féin eren exiliats o a la presó, va assolir una gran victòria, fins i tot presentant candidats condemnats a la presó. Aquestes eleccions suposaren l'enterrament polític del Partit Parlamentari Irlandès i la consagració del Sinn Féin. Després d'aquests resultats els diputats del Sinn Féin no ocuparen els escons al Parlament del Regne Unit a Westminster i formaren el Dáil Éireann. Els del Partit Parlamentari i els Unionistes sí que ho van fer.

## Resultats
| Partit                       | Líder            | Vot popular | %     | Escons |
| Sinn Féin                    | Éamonn de Valera | 476.087     | 46,9% | 73     |
| Unionistes                   | Edward Carson    | 257.314     | 25,3% | 22     |
| Partit Parlamentari Irlandès | John Dillon      | 220.837     | 21,7% | 6      |
| Laboristes Unionistes        | James Craig      | 30.304      | 3,0%  | 3      |
| Partit Laborista de Belfast  |                  | 12.164      | 1,2%  |        |
| Independent Unionista        |                  | 9.531       | 0,9%  | 1      |
| Independent Nacionalista     |                  | 8.183       | 0,8%  |        |

Amb aquests resultats, els diputats del Sinn Féin decidiren no ocupar els seus escons a Westminster i constituir-se en Dáil Éireann, per tal de treure legitimitat a les autoritats britàniques a Irlanda.